# 黑障區
黑障區（英語：Blackout zone），是导弹弹头和航天器返回舱等再入体返回大气层时，因再入体表面超高速摩擦形成高温等离子区导致无线电信号衰减至中断的飞行区段。其范围取决于再入体的外形、材料、再入速度，以及发射信号的频率和功率等。黑障现象给载人飞船再入返回时的实时通信、再入测量造成困难，而比如高超音速武器等也會出現無法無線電導引的問題。

## 電波中斷問題
黑障经常被与热障混淆。黑障指的是，因大气分子与飞行器高速撞击形成包裹飞行器的等离子鞘，产生的反射无线电波的效应，最终导致无线电通讯衰减及中断，并非指热效应；虽然等离子气体同时伴随着热效应和强电场，从载人飞行器的舷窗能看见类似放电的明亮且闪烁的白色眩光，而不是“黑”暗的。
因等离子产生的条件苛刻，当飞行器速度降至8-12马赫后，与大气摩擦将不足以形成等离子而是热分子，从载人飞行器的舷窗看见的是炽热空气发出的稳定的暗红光；此时包裹飞行器的只是炽热的空气层，有强烈的热效应，却并不影响无线电通讯。视再入大气选择的轨道，在12倍音速以上黑障影响作用明显，无线电通讯困难；在8倍音速以下黑障作用消失，无线电恢复；在8至12马赫的过渡区间，无线电通讯受影响，但也可通过在离子鞘薄弱的位置如飞行器尾部建立通讯，还有使用定向性更强的激光代替无线电波穿透等离子鞘保持通讯的方案。以starlink等技術為例，在重返大氣期間做相關高頻通訊被證明是可行的。